# Gerard Rutten
Gerard Rutten (La Haia, 19 de juliol de 1902 - Amsterdam, 28 de juny de 1982) fou un director de cinema, productor, guionista i escriptor neerlandès.

## Biografia
Era fill de l'arquitecte Cornelis Rutten, dissenyador del Huize Boschzicht. A principis dels anys vint va treballar com a dissenyador de muntatges i gràfics, però al final dels anys vint va marxar cap a Berlín per estudiar cine a la acadèmia de la UFA. El 1931 torna als Països Baixos i roda la primera pel·lícula Finale, que no va agradar al públic. Malgrat que Dood water (1934) va tenir un cert ressò, va marxar novament a Berlín però l'ascens del nazisme va tornar al seu país. Entre 1939 i 1942 va rodar alguns curtmetratges, però el 12 de maig de 1942 va marxar a l'aeroport de Whitchurch, prop de Bristol. Després de ser interrogat pel servei secret, fou enviat davant al reina Guillemina. Durant la seva estada a l'exili fou oficial dels serveis generals i membre de l'estat major del príncep Bernat. S'havia casat amb Elly Broekman.
Després de la guerra va voler centrar-se en fer cinema, però no va poder estrenar cap llargmetratge fins 1953, quan va dirigir Sterren Stralen Overal, en la que va debutar el seu fill Edwin Rutten. El 1955 va estrenar Het wonderlijke leven van Willem Parel, que no va tenir gaire èxit, però el productor Joop Geesink esperava que en el futur podria realitzar alguna gran pel·lícula. seguit de La meravellosa vida de Willem Parel. Eren pel·lícules que no eren del tot satisfactòries, però sota Joop Geesink les va fer amb l'esperança de poder fer una pel·lícula en el futur que s'adaptés millor. Tenia el desig de fer una pel·lícula sobre el Zuiderzee, però va morir sense complir el seu desig.
El 1976 va escriure el llibre Mijn papieren Camera, sobre l'auge de la indústria cinematogràfica holandesa i sobre la seva estada a Anglaterra.

## Filmografia
- 1931 - Finale
- 1932 - Terra Nova
- 1934 - Dood water
- 1936 - Rubber
- 1937 - De Hongertocht (inacabat)
- 1937 - Lahar (inacabat)
- 1940 - Rembrandt
- 1943 - Ik Fluit in de hoop dat je zult komen
- 1953 - Sterren stralen overal
- 1955 - Het wonderlijke leven van Willem Parel
- 1957 - De Vliegende Hollander
- 1963 - Wederzijds